# 2636 Lassell
2636 Lassell eller 1982 DZ är en asteroid i huvudbältet som upptäcktes den 20 februari 1982 av den amerikanske astronomen Edward L.G. Bowell vid Anderson Mesa Station. Den är uppkallad efter den brittiske astronomen William Lassell.
Asteroiden har en diameter på ungefär 14 kilometer.